# Bárna
Bárna (szlovákul: Barňa) község Nógrád vármegyében, a Salgótarjáni járásban. A Novohrad-Nógrád UNESCO Globális Geopark települése.

## Fekvése
A vármegye északkeleti részén, Salgótarjántól mintegy 10 kilométerre keletre fekszik, alig 3 kilométerre a szlovák határtól.
Zsáktelepülés, csak közúton közelíthető meg, a Salgótarján-Mátraszele közti 2303-as útból kiágazó 23 106-os úton.

## Nevének eredete
A helység néveredetének kutatói a "sötét" értelemben használt "barna" melléknév helynevesülését tartják a legvalószínűbbnek, de egyesek a Barna személynévből eredeztetik a falu nevét.

## Története
A legkorábbi fennmaradt irat, amely egy erdővel kapcsolatban említi a település nevét, 1405-ből való.
1548-ban a Feledy család birtoka volt.
A 16. század második felében valószínűleg elpusztult, mert a későbbi összeírásokból hiányzik.
Az 1715. évi összeírásban nemes községként szerepel, 1720-ban azonban a jobbágyközségek között említik hat magyar háztartással.
1770-ben Gömöry János, 1826-ban a gróf Teleki, később a báró Jósika család volt a földesura.
A Fényes Elek által szerkesztett „Magyarország Geographiai szótára” című 1851-ben kiadott munkában még "Barna" néven szerepel a község, amely akkor 532 lakost számlált.
1929-től rendelkezik önálló általános iskolával, melyet azóta több alkalommal bővítettek.
1910-ben 833 lakosából 828 magyar volt, közülük 824 római katolikus.
A 20. század elején Nógrád vármegye Salgótarjáni járásához tartozott.
A lakosság száma a második világháború után a salgótarjáni iparmedence fejlődésével párhuzamosan ugrásszerűen megnőtt és elérte az 1400 főt, de a szénbányászat visszafejlesztése és a közeli megyeszékhely ipari üzemeinek leépítése után visszaesett a jelenlegi szintre.

## Közélete

### Polgármesterei
- 1990–1994: Hadik József (független)[3]
- 1994–1998: Hadik József (független)[4]
- 1998–2002: Hadik József (független)[5]
- 2002–2006: Hadik József (független)[6]
- 2006–2010: Tóth Károlyné (független)[7]
- 2010–2014: Tóth Károlyné (független)[8]
- 2014–2019: Oravecz Roland (Fidesz-KDNP)[9]
- 2019–2024: Oravecz Roland (Fidesz-KDNP)[10]
- 2024– : Oravecz Roland (Fidesz-KDNP)[1]

A településen a 2006. október 1-jén megtartott önkormányzati választás érdekessége volt, hogy az országos átlagot jóval meghaladó számú, összesen 8 polgármesterjelölt indult. Ilyen nagy számú jelöltre abban az évben az egész országban csak öt település lakói szavazhattak, ennél több (9 vagy 10) aspiránsra pedig öt másik településen volt példa.

## Népesség
A település népességének változása:
| Lakosok száma | 1254 | 1213 | 1151 | 1090 | 1081 | 1024 | 964  | 913  | 888  | 915  |
|               | 1980 | 1990 | 2001 | 2011 | 2013 | 2015 | 2021 | 2022 | 2023 | 2024 |

2001-ben a település lakosságának 98%-a magyar, 2%-a cigány nemzetiségűnek vallotta magát.
A 2011-es népszámlálás során a lakosok 89,9%-a magyarnak, 7,4% cigánynak mondta magát (10,1% nem nyilatkozott; a kettős identitások miatt a végösszeg nagyobb lehet 100%-nál). A vallási megoszlás a következő volt: római katolikus 54,4%, református 1,1%, evangélikus 0,3%, felekezeten kívüli 25,2% (18,6% nem nyilatkozott).
2022-ben a lakosság 92,7%-a vallotta magát magyarnak, 8,7% cigánynak, 0,4% németnek, 0,1% örménynek, 1,8% egyéb, nem hazai nemzetiségűnek (7,2% nem nyilatkozott; a kettős identitások miatt a végösszeg nagyobb lehet 100%-nál). Vallásuk szerint 47,8% volt római katolikus, 1,2% református, 0,1% görög katolikus, 0,1% evangélikus, 0,1% ortodox, 1% egyéb keresztény, 1,4% egyéb katolikus, 18,8% felekezeten kívüli (29,5% nem válaszolt).

## Nevezetességei
- Nagykő

Az 520 méter magas Nagykő a környék legmagasabb és legnagyobb tömegű bazaltkúpja, ahonnan a falun áthaladó, kék sávjelzéssel jelölt Kohász-út mentén eljuthatunk a bazaltzuhatagáról híres Szilváskőre (625 m) is. Maga a Nagykő a Kohász-útról letérve és a kék háromszög jelzést követve két irányból is megközelíthető. A hegy talaján változatos sziklanövényzet tenyészik; csúcsáról szép kilátás nyílik a Bükk-vidék, a Cserhát és a Mátra vonulataira s még az Alacsony- és Magas-Tátrára is.
- Kiskő

A 381 m magas hegy a Salgótarján környéki bazaltvidék keleti végvára. Valószínűsíthető, hogy egykor vár állt rajta. Sziklaalakzatai alatt egy több mint tíz méter hosszú üreg található. A szikla alatti üreg a legenda szerint a törökdúlás idején menedékül szolgált az itt élőknek. A geológiai érdekességű barlang évmilliókkal ezelőtti vulkáni kitörések során egy nagy gázbuborék maradványaként alakulhatott ki. A Kiskőre a kék sávval jelzett Kohász-útról letérve, a kék kereszt jelzést követve juthatunk el, amely a hegy csúcsán végződik.
- Szerkő

A falutól északkeletre emelkedő 457 méter magas Szerkő (a helybeliek szóhasználatával Szérkő) különlegessége, hogy eltérően a környező "kövektől" nem vulkanikus eredetű, hanem homokkő.
- Védett terület

A természetvédelmi terület a Nagykő, Kiskő és Szilváskő csúcsok által határolt völgyben fekszik. Számos növény- és állatritkaság (fekete kökörcsin, cselőpók, császármadár, holló) élőhelye.
- Római katolikus templom (Nagyboldogasszony)

A római katolikus plébániát 1799-ben alapították. A műemlék jellegű, késő barokk templom 1809-től 1822-ig épült. Nagyboldogasszony tiszteletére szentelték fel. A főoltárán lévő értékes Mária mennybemenetele oltárképet a feltételezések szerint Franz Anton Maulbertsch vagy Kracker János Lukács festette.

## Földrajza
Mikszáth Kálmán szerint ez a hegyi falu, ahová valóságos zöld alagúton lehet bemenni, "Görbeország" középpontja lehetne. Bárnát ugyanis körülfogják a hegyek és az erdők, amelyek még bevezető útját is hosszan borítják. Természetvédelmi területe a Szérkő, Nagykő, Kiskő és a Szilváskő csúcsok által határolt völgyben fekszik. A Nagykő a környék legmagasabb és legnagyobb tömegű bazaltkúpja (510 m), közelében található a bazaltzuhatagáról híres Szilváskő (625 m). Az erdők élővilága nagyon gazdag, számos Közép-Európában ritka növény- és állatfaj él bennük (fekete kökörcsin, cselőpók, császármadár, holló stb.). Bárna a vizek, patakok faluja is. Majdnem minden utcára jut belőlük egy-egy, s vizüknek a környező hegyekből mindig van utánpótlása. A település éghajlatának főbb jellemzőiben a Cserhát alacsony hegységi jellege, illetve a tengerszint feletti magasság eltérései is szerepet játszanak. Az évi középhőmérséklet 9 °C, a csapadék mennyisége 650–700 mm/év. Az első fagy gyakran már október közepén beköszönt. Évente általában 20-30 nap havazik, a hótakarásos napok száma pedig átlagosan 70 nap.